# Heraclia diffusa
Heraclia diffusa är en fjärilsart som beskrevs av Jordan 1913. Heraclia diffusa ingår i släktet Heraclia och familjen nattflyn. Inga underarter finns listade i Catalogue of Life.